# 11785 Migaic
A 11785 Migaic (ideiglenes jelöléssel 1973 AW3) a Naprendszer kisbolygóövében található aszteroida. Nyikolaj Sztyepanovics Csernih fedezte fel 1973. január 2-án.